# Эльсгольция густоцветковая
Эльсгольция густоцветковая (лат. Elsholtzia ciliata) — вид однолетних травянистых растений рода Эльсгольция (Elsholtzia) семейства Яснотковые (Lamiaceae).

## Распространение и экология
В природе ареал вида охватывает Китай, Таджикистан и Южную Азию.
Встречается на южных, каменистых склонах, лугах, как сорное на полях.

## Ботаническое описание
Растение высотой 6—40, до 50 см.
Стебли ростые или ветвистые, коротко опушённые.
Листья продолговато-ланцетные, длиной 1—5 см, шириной 1 см, городчато-пильчатые, опушённые с обеих сторон.
Соцветие цилиндрическое, колосовидное, длиной 3—6 см, диаметром 0,5—1 см; цветки собраны в густые, черепитчатые мутовки. Чашечка колокольчатая, длиной 2 мм, шириной 1,5 мм, густо опушённая, пятизубчатая, беловатая, с тёмно-зелёными зубцами; венчик розоватый, длиной 3 мм, диаметром 1,5—2 мм.
Плоды — яйцевидно-шаровидные, черноватые, бугорчато-бороздчатые орешки длиной 1 мм.

## Таксономия
Вид Эльсгольция густоцветковая входит в род Эльсгольция (Elsholtzia) подсемейство Котовниковые (Nepetoideae) семейства Яснотковые (Lamiaceae) порядка Ясноткоцветные (Lamiales).
|  |                                      |  |                                                             |                                                             |                      |  | ещё 21 семейство (согласно Системе APG II) | ещё 21 семейство (согласно Системе APG II) |                           |  |  |  | ещё 110—130 родов  | ещё 110—130 родов              |  |  |
|  |                                      |  |                                                             |                                                             |                      |  | ещё 21 семейство (согласно Системе APG II) | ещё 21 семейство (согласно Системе APG II) |                           |  |  |  | ещё 110—130 родов  | ещё 110—130 родов              |  |  |
|  |                                      |  |                                                             | порядок Ясноткоцветные                                      |                      |  |                                            |                                            | подсемейство Котовниковые |  |  |  |                    | вид Эльсгольция густоцветковая |  |  |
|  |                                      |  |                                                             | порядок Ясноткоцветные                                      |                      |  |                                            |                                            | подсемейство Котовниковые |  |  |  |                    | вид Эльсгольция густоцветковая |  |  |
|  | отдел Цветковые, или Покрытосеменные |  |                                                             |                                                             | семейство Яснотковые |  |                                            |                                            | род Эльсгольция           |  |  |  |                    |                                |  |  |
|  | отдел Цветковые, или Покрытосеменные |  |                                                             |                                                             |                      |  |                                            |                                            |                           |  |  |  |                    |                                |  |  |
|  |                                      |  | ещё 44 порядка цветковых растений (согласно Системе APG II) | ещё 44 порядка цветковых растений (согласно Системе APG II) |                      |  |                                            | ещё 8 подсемейств                          | ещё 8 подсемейств         |  |  |  | ещё около 20 видов |                                |  |  |
|  |                                      |  |                                                             | ещё 44 порядка цветковых растений (согласно Системе APG II) |                      |  |                                            |                                            | ещё 8 подсемейств         |  |  |  |                    |                                |  |  |